# Bledý jezdec
Bledý jezdec (v anglickém originále Pale Rider) je americký filmový western z roku 1985, který produkoval a režíroval Clint Eastwood, jenž ve filmu ztvárnil i hlavní roli. Název filmu je odkazem na Čtyři jezdce apokalypsy, neboť duch jezdce na bledém koni (Eastwood) představuje Smrt. Film, který v pokladnách kin utržil přes 41 milionů dolarů, se stal komerčně nejúspěšnějším westernem 80. let 20. století.

## Děj
Na Divokém západě, poblíž LaHoodu v Kalifornii, těžební magnát Coy LaHood terorizuje nezávislé prospektory a jejich rodiny. Mezi nimi je Hull Barret, který se dvoří Sarah Wheelerové. Její dospívající dcera Megan se zoufale modlí za záchranu poté, co LaHoodovi muži napadnou tábor a zabijí jejího psa. Krátce nato do Carbon Canyonu přijíždí tajemný cizinec na bílém koni.
Když Hull zamíří do města pro zásoby, LaHoodovi muži ho napadnou. Neznámý muž se za něj postaví a bez námahy útočníky zneškodní. Hull mu vděčně nabídne večeři a při mytí si všimne šesti jizev po kulkách na jeho zádech. Když se cizinec posadí ke stolu, nosí kněžský límec a je nadále označován jako "Kazatel". LaHoodův syn Joshua se ho snaží zastrašit, ale Kazatel se ubrání a omráčí Joshuova obra Cluba bouracím kladivem.
Coy LaHood se vrací z Sacramenta a snaží se Kazatele podplatit nebo zastrašit, ale neúspěšně. Poté nabídne prospektorům výkupné za jejich pozemky, jinak povolá zkorumpovaného šerifa Stockburna. Přestože Kazatel varuje před nebezpečím, horníci nabídku odmítají. Megan vyznává Kazateli lásku, ale on ji jemně odmítne, což ji rozzuří.
Kazatel odjíždí do jiného města, kde si z banky vyzvedne dvě pistole a sundá svůj kněžský límec. Mezitím LaHoodovi muži přehradí potok, čímž horníkům znemožní těžbu. Megan vjede do LaHoodova tábora, kde ji Joshua napadne a pokusí se ji znásilnit. Kazatel zasáhne, Joshuu odzbrojí a prostřelí mu ruku.
Stockburn a jeho zástupci přijíždějí do LaHoodu. Když jim Coy popíše Kazatele, Stockburn je otřesen, protože muž, kterého popisuje, je podle něj mrtvý. Horník Spider Conway mezitím najde velký zlatý nugget, v opilosti se vydá do města provokovat LaHooda, ale je nemilosrdně zastřelen Stockburnem a jeho muži.
Dalšího dne Kazatel a Hull vyhodí LaHoodův důl do povětří. Poté Kazatel odjíždí do města a v následující přestřelce zabije LaHoodovy muže i všechny Stockburnovy zástupce. Stockburn si ho konečně rozpozná, než ho Kazatel šestkrát střelí do hrudi, čímž mu způsobí stejné rány, jaké má sám na zádech. Nakonec ho dorazí ranou do hlavy. LaHood, sledující dění z okna, se pokusí Kazatele zastřelit, ale Hull ho předběhne a zabije ho.
Kazatel kývne na Hulla a odjíždí do hor. Megan ho zahlédne a volá za ním slova lásky a díků.